# ヒューゴー・ワイズガル
ヒューゴー・ワイズガル（Hugo Weisgall, 1912年 – 1997年）はアメリカ合衆国の作曲家。声楽曲や歌劇の創作で知られる。モラヴィアのアイベンシッツ（イヴァンチツェ）出身。8歳のときにアメリカに移民。
ピーボディ音楽学校に学び、個人的に作曲をロジャー・セッションズに学ぶ。カーティス音楽院で指揮をフリッツ・ライナーに、作曲をロザリオ・スカレーロに師事。その後ジョンズ・ホプキンズ大学でドイツ文学により博士号を取得。第二次世界大戦中にジョージ・パットン将軍に副官として仕える。戦後はニューヨーク州クィーンズ・カレッジやジュリアード音楽院、ユダヤ教神学院で教授に就任。
ワイズガルは、家系が数世代にわたって代々ハッザーンであったため、聖俗の両面にわたってユダヤ音楽への関心を忘れなかった。1992年にニューヨーク・ユダヤ教神学院より、アランブラ勅令 Alhambra decree500周年を記念する連作歌曲集《 Psalm of the Instant Dove 》を委嘱された。
主要な作品に、ラシーヌ原作の最も野心的な歌劇《アタリヤ Athaliah 》と、ルイジ・ピランデッロの戯曲に基づく《 Six Characters in Search of an Author 》などがある。

## 主要作品一覧

### 歌劇
- アタリヤ　Athaliah
- エステル　Esther
- Nine Rivers from Jordan
- Six Characters in Search of an Author
- The Gardens of Adonis

### 声楽曲
- A Garden Eastward Cantata - ソプラノ、オーケストラ
- A Song of Celebration - テノール、ソプラノ、合唱、オーケストラ
- Evening Prayer for Peace (Ki el shomrenu) - ア・カペラ合唱
- Fancies and Inventions バリトン、五重奏
- Fortress, Rock of Our Salvation (Moos tzur) - 合唱、ア・カペラ
- Lyrical Interval - 低音・ピアノのための連作歌曲
- Psalm of the Distant Dove - メゾゾプラノ・ピアノのためのカンティクム
- ラビ・アキバはこう語った　So Spake Rabbi Akiba (Omar Rabbi Akiba) - 合唱ア・カペラ